# Mustapha Zitouni
Mustapha Zitouni (Algiers, 19 oktober 1928 – Nice, 5 januari 2014) was een Frans-Algerijns voetballer die als verdediger speelde.
Zitouni werd geboren in Frans-Algerije en begon zijn loopbaan bij AS Saint-Eugène in Algiers. Mogelijk via Stade Français kwam hij bij AS Cannes en hij brak definitief door bij AS Monaco. Hij speelde ook vier keer voor het Frans voetbalelftal. Per 28 april 1958 kwam aan zijn loopbaan abrupt een einde toen hij samen met meerdere Frans-Algerijnse profs voor het FLN-elftal ging spelen dat door het Front de Libération Nationale opgericht was om de onafhankelijkheid van Algerije te ondersteunen. Met het FLN-elftal speelde hij vele oefenwedstrijden in Oost-Europa, Azië en Afrika. Nadat in 1962 de Algerijnse Oorlog afgelopen was, was hij actief als speler-trainer van RC Kouba waarmee hij in 1966 de Algerijnse bekerfinale verloor. In 1986 was hij kort interim-bondscoach van het Algerijns voetbalelftal waarvoor hij zelf ook zeven wedstrijden speelde na de onafhankelijkheid.
Naast het voetbal had Zitouni een slachterij in Algiers en hij was ook een periode werkzaam bij Air Algérie.